# Андерсонвил (Џорџија)
Андерсонвил (Џорџија) (енгл. Andersonville) град је у америчкој савезној држави Џорџија.По попису становништва из 2010. у њему је живело 255 становника.
Било је место војног затвора Конфедерације 1864-65, у току Америчког грађанског рата.

## Демографија
Према попису становништва из 2010. у граду је живело 255 становника, што је 76 (23,0%) становника мање него 2000. године.
| Група             | 2000.       | 2010.       |
| Белци             | 212 (64,0%) | 155 (60,8%) |
| Афроамериканци    | 115 (34,7%) | 90 (35,3%)  |
| Азијати           | 0 (0,0%)    | 0 (0,0%)    |
| Хиспаноамериканци | 4 (1,2%)    | 8 (3,1%)    |
| Укупно            | 331         | 255         |